# Achetaria scutellariodes
Achetaria scutellariodes är en grobladsväxtart som först beskrevs av George Bentham, och fick sitt nu gällande namn av Richard von Wettstein. Achetaria scutellariodes ingår i släktet Achetaria och familjen grobladsväxter. Inga underarter finns listade i Catalogue of Life.